# 焦涧水库
焦涧水库是中国安徽省滁州市天长市境内的一座水库，位于淮河水系秦楠河上，建于1969年。水库正常库容为690万立方米，集雨面积为35平方千米，海拔为26.5米。